# Вбивства Айшенур Халіл та Ікбал Узунер
Вбивства Айшенура Халіла та Ікбала Узунера були жорстоко вбиті Семіхом Челіком 4 вересня 2024 року біля стін Еюпсултані та Фатіху. Вбивство сталося в Стамбулі. Семіх Челік спочатку відрізав голову та язика Айшенур Халіл у її будинку. Через 3 години він відрубав голову Ікбалу Узунеру та розрізав її на частини. Убивши Ікбала, Семіх Челік кинувся зі стін.   